# Dialogue national d'Angondjé
Le dialogue national d'Angondjé est un dialogue politique organisé au Gabon entre le gouvernement du président du Gabon Ali Bongo et une partie de l'opposition, à la suite de la crise post-électorale ayant suivi l'élection présidentielle gabonaise du 27 août 2016. Il a lieu du 28 mars au 26 mai 2017 et aboutit à plusieurs réformes politiques et institutionnelles la même année.

## Contexte
Lors de l'élection présidentielle gabonaise de 2016, le président en exercice Ali Bongo est proclamé vainqueur au scrutin uninominal majoritaire à un tour par la commission électorale à cinq mille voix près. Ces résultats sont très vite remis en cause. Au Haut-Ogooué, notamment, presque tous les inscrits (99,9 %) auraient voté (contre 59,5 % au niveau national), et Ali Bongo aurait reçu 95 % des voix.
L'opposition dénonce immédiatement ces résultats qu'elle juge frauduleux, et le candidat unique de l'opposition, Jean Ping refuse de reconnaitre Bongo comme président élu,
La répression sanglante des manifestations post-électorales fait plusieurs dizaines de morts, et le gouvernement restreint l'accès aux réseaux sociaux.
Le 24 septembre 2016, Ali Bongo est proclamé vainqueur par la Cour constitutionnelle avec 50,66 % des voix, suivi de Jean Ping avec 47,24 % des suffrages. L'impartialité de la présidente de la cour constitutionnelle gabonaise Marie-Madeleine Mborantsuo, belle-mère d'Ali Bongo, est remise en cause.

## Dialogue et participants
En 2017, le gouvernement et une partie de l'opposition sans Jean Ping (donc faiblement représentative au vu des résultats de l'élection présidentiell) procèdent à l'organisation des assises du dialogue national inclusif, dit dialogue d’Angondjé du nom du quartier de la capitale Libreville, au cours duquel l'opposition met sur la table un certain nombre de réformes. Elles sont présidées par le premier ministre Emmanuel Issoze Ngondet.

## Protocole d'accord
Des changements politiques et des modifications des institutions sont décidés. En premier lieu, l'accord prévoit selon son article 256 la mise en place d’un nouveau gouvernement d'union nationale chargé notamment de mettre en œuvre les actes du dialogue politique. Une commission ad hoc paritaire est chargée du suivi-évaluation de cette mise en œuvre selon l’article 259.
Outre le passage du mode d'élection du président au scrutin uninominal majoritaire à deux tours au lieu d'un, il est décidé une refonte des circonscriptions électorales des législatives, ainsi que le passage du nombre de députés de 120 à 150, et une baisse de celui des sénateurs de 102 à 70, dont le mandat est ramené de six à cinq ans. Le non-cumul des mandats locaux et nationaux est également supprimé. La loi interdisant la tenue d'élections une année de changement des circonscriptions, il est question d'un report des législatives à 2018, en concomitance avec les élections locales, voire en 2019.
Si le mandat présidentiel reste de sept ans renouvelables de manière illimitée, l'âge plancher de 40 ans pour être candidat à l'élection est supprimé, l'âge de la majorité (18 ans) devenant la seule limite en termes d'âge des candidats. Il reste néanmoins de quarante ans pour les députés et de cinquante ans pour les sénateurs. La Commission électorale nationale autonome et permanente (Cenap) est remplacée par un Centre gabonais des élections (CGL), dont le président  n'est plus nommé par la Cour constitutionnelle. Le ministère de l’Intérieur voit son rôle réduit, le CGL récupérant la mission d’annoncer les résultats électoraux. De même, les neuf juges de la Cour constitutionnelle ne disposeront plus à l’avenir que d’un mandat unique de neuf ans, en lieu et place de mandats de sept ans renouvelables,.
Marie Madeleine Mborantsuo, devrait quitter la présidence de la cour constitutionnelle.

## Application
Lors du Conseil des ministres du 26 janvier 2018, il est décidé via quatre ordonnances de modifier la loi électorale en accord avec les résolutions prises lors du Dialogue,.
Auparavant, les membres de l'Assemblée nationale étaient au nombre de 120, élus au scrutin de liste majoritaire à un tour dans neuf circonscriptions plurinominales composées de neuf et dix-huit sièges et correspondant aux provinces du Gabon.
La nouvelle loi électorale instaure le scrutin uninominal majoritaire à deux tours pour l'élection d'un nombre de députés porté à 143, dans autant de circonscriptions uninominales réparties comme suit : Province de l’Estuaire, 26. Province du Haut-Ogooué,23. Province du Moyen-Ogooué, 10. Province de la Ngounié, 18. Province de la Nyanga, 11. Province de l’Ogooué-Ivindo, 12. Province de l’Ogooué-Lolo, 12. Province de l’Ogooué-Maritime, 13. Province du Woleu-Ntem, 18.
Le scrutin à deux tours est également étendu aux membres du Sénat, élus au scrutin indirect, et dont le nombre est ramené de 102 à 52 sénateurs.
Enfin, le cumul des mandats est de nouveau autorisé, mais sans cumul des rémunérations.

### Critiques
Le découpage électoral est très vite critiqué, le nombre d'électeurs par circonscriptions étant jugé particulièrement déséquilibré. Ainsi, la province de l’Estuaire où se trouve la capitale Libreville comporte 26 sièges pour 261 841 électeurs inscrits tandis que celle du Haut-Ogooué est dotée de 23 sièges pour seulement 71 123 électeurs, près de 4 fois moins. De même, l’Ogooué-Maritime ne se voit attribuer que 13 sièges pour 62 133 inscrits, soit presque autant que celles de l’Ogooué-Ivindo et de l’Ogooué-Lolo, pourtant bien moins peuplées. De fait, un député élu dans la commune de Libreville représentera en moyenne 58 662 habitants à l’Assemblée nationale tandis qu'un autre élu dans le département de la Douya Onoye n’en représentera que 536.
Ce déséquilibre est chaque fois à l'avantage des bastions du régime, au détriment des provinces où l'opposition avait le plus réuni de suffrages au cours des différents scrutins précédents, selon l'analyste Mays Mouissi du Gabon Media Time. Ce dernier qualifie le découpage d'"arbitraire", et estime qu'un découpage basé purement sur une répartition égale d'électeurs par député reviendrait à élire 40 à 50 % des députés de la République dans la seule province de la capitale Libreville, "une situation qui mettrait le pouvoir en place en grande difficulté".
| Province         | Nombre d'habitants | Électeurs inscrits | Nombre de députés | Habitants pour 1 député | Électeurs pour 1 député |
| ---------------- | ------------------ | ------------------ | ----------------- | ----------------------- | ----------------------- |
| Estuaire         | 895 689            | 261 841            | 26                | 34 450                  | 10 071                  |
| Haut-Ogooué      | 250 789            | 71 123             | 23                | 10 904                  | 3 092                   |
| Moyen-Ogooué     | 69 287             | 28 829             | 10                | 6 929                   | 2 883                   |
| Ngounié          | 100 838            | 57 875             | 18                | 5 602                   | 3 215                   |
| Nyanga           | 52 854             | 25 228             | 11                | 4 805                   | 2 293                   |
| Ogoouée-Ivindo   | 63 293             | 29 245             | 12                | 5 274                   | 2 495                   |
| Ogoouée-Lolo     | 65 771             | 28 063             | 12                | 5 481                   | 2 339                   |
| Ogoouée-Maritime | 157 562            | 62 133             | 13                | 12 120                  | 4 779                   |
| Woleu-Ntem       | 154 986            | 54 662             | 18                | 8 610                   | 3 037                   |
|                  |                    |                    |                   |                         |                         |
| Gabon            | 1 811 079          | 619 699            | 143               | 12 665                  | 4 334                   |